# Parasphaerocera transversalis
Parasphaerocera transversalis är en tvåvingeart som först beskrevs av Richards 1965.  Parasphaerocera transversalis ingår i släktet Parasphaerocera och familjen hoppflugor. Inga underarter finns listade i Catalogue of Life.